# ウクライナ人民共和国軍
ウクライナ人民共和国軍(うくらいなじんみんきょうわこくぐん；ウクライナ語:Армія Української Народньої Республікиアールミヤ・ウクライィーンスィコイィ・ナロードニョイィ・レスプーブリクィ)は、ウクライナ人民共和国の軍隊である。中央ラーダ軍、ディレクトーリヤ軍、ペトリューラ軍などとも呼ばれた。

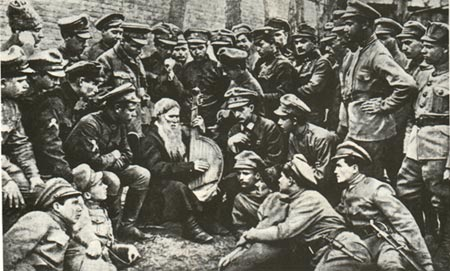
コブザールを聴くウクライナ人民共和国軍の兵士

## 概要

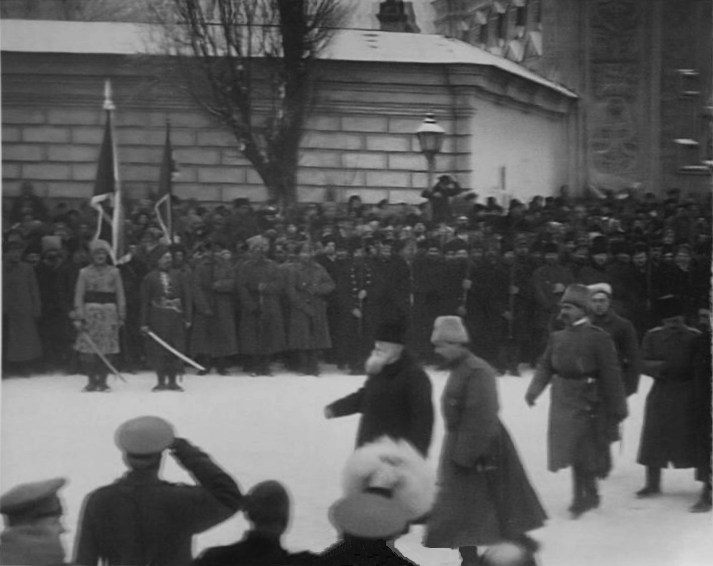
1917年に行われた軍事パレードにおけるムィハーイロ・フルシェーウシクィイ大統領と自由コサック民兵団

ウクライナ人民共和国は、大きく2つの時期に分けられる。最初の時期はウクライナ中央ラーダによって統治された1917年秋から1918年春までの時期である。その後、ドイツ軍によるクーデターで中央ラーダは解散させられ、かわってドイツの傀儡国家であるウクライナ国が建てられた。11月11日にドイツ軍が連合国へ降伏すると、後ろ盾を失ったウクライナ国は窮地に立たされた。一方、勢力を盛り返した中央ラーダの残党は新たにディレクトーリヤと呼ばれる組織を作り、キエフを占領してウクライナ人民共和国を復活させた。しかし、その後の戦争にディレクトーリヤ軍は敗れ、ウクライナ人民共和国は1920年秋には亡ぶこととなった。
中央ラーダ時代からディレクトーリヤ時代にかけて一貫して共和国軍で重要な位置についたのは、シモン・ペトリューラであった。そのため、共和国軍を称して「ペトリューラ軍」と呼ばれることもあった。また、時期によっては「中央ラーダ軍」、「ディレクトーリヤ軍」とも呼ばれたが、「中央ラーダ軍」は1917年11月20日にウクライナ人民共和国の成立が宣言される以前から「中央ラーダの軍隊」として存在していたため、厳密には中央ラーダ軍すなわちウクライナ人民共和国軍というわけではない。

### 経過

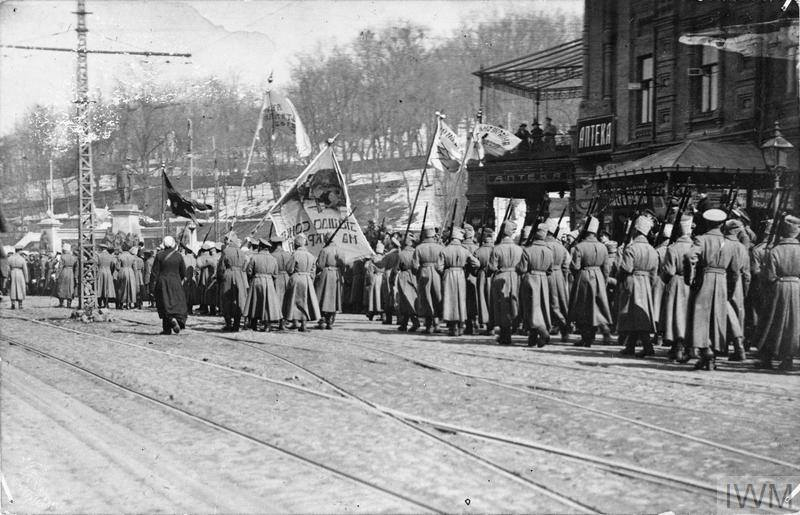
1917年、キエフを行進するウクライナ人民共和国軍の兵隊

ウクライナ人民共和国の軍隊は、当初は中央ラーダの義勇軍として設立された軍事組織の総称であった。その代表的な部隊は、ムィコーラ・ミフノーウスィクィイの設立したヘーチマン・パーヴロ・ポルボートク記念ウクライナ軍事クラブやパウロー・スコロパードシクィイの自由コサックであった。最初の正規軍は、1918年1月の独立宣言「第四次ウニヴェルサール」を受けて発足した。コスチャンティーン・プリソーウシクィイの独立ザポリージャ隊がその代表格である。また、しばしば「ウクライナの反革命戦士」と呼ばれるハイダマークィは、ペトリューラ指揮下の共和国軍の兵士であった。但し、彼らが反対したのはボリシェヴィキによる十月革命であり、あたかもすべての革命に反対する反動的な勢力であるかのような「反革命」というレッテルは、ボリシェヴィキ側によって行われたプロパガンダである。
ウクライナ人民共和国の軍隊は、構成部隊が必ずしも個人の強い意思によって積極的に編成されたものでもなかったため、ボリシェヴィキの煽動によって容易に崩壊し、一時はキエフを失うこととなった。また、のちに農民たちの一部はドイツやポーランドと連合したウクライナ人民共和国政府への反感から、ネストル・マフノのウクライナ革命反乱軍(黒軍)に合流した。その他、共和国の滅亡後は、軍の多くの者が白軍に入ったと言う。

### 陸軍

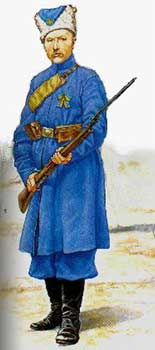
青衣師団の兵士

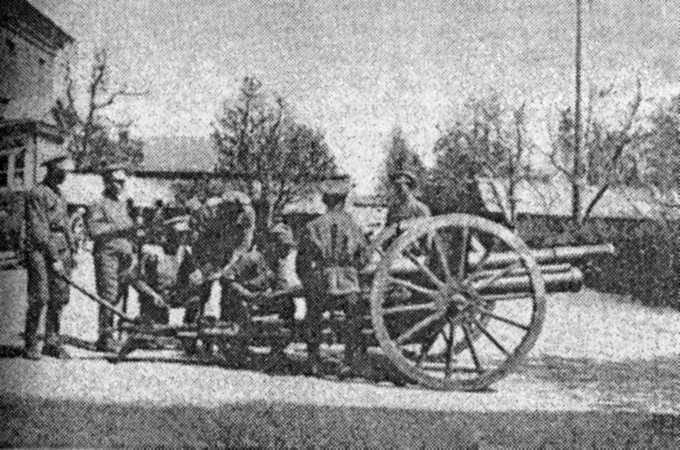
砲兵部隊

陸軍は、帝政時代の装備を受け継ぎその範に則って構成された。しかし、その中核となったのはオーストリア・ハンガリー帝国で編成されたシーチ銃兵隊で、西欧式の訓練を受けたこの部隊はウクライナ地域きっての精鋭部隊となった。シーチ銃兵隊は、のちにウクライナ軍事組織 (UVO) やウクライナ民族主義者組織 (OUN) を率いることとなるイェウヘーン・コノヴァーレツィ大佐によって指揮された。
しかし、ウクライナ人民共和国軍の中核となったのは、当時のウクライナ地域の他の軍隊同様、促成の練度の低い者たちであった。精鋭となったシーチ銃兵隊のほかは、パウロー・スコロパードシクィイの指揮下にあるウクライナ・コサックによるとされる「自由コサック」、学生や農民による義勇軍がその中核を占めた。この中では、ウクライナ人であるシーチ銃兵隊やコサック、そして農民たちはボリシェヴィキに対する憎悪感が強かった。
陸軍は装甲車、戦車、装甲列車などの近代的な機械化装備や各種重・軽火器を保有した。中には、アルセナールで製造されたオースチン・プトィーロヴェツィ銃塔搭載型装甲車のようにウクライナ国産のものもあった。輸送手段としては、トラック]や乗用車を備え、オートバイ部隊も存在した。だが、当時の他国の軍隊同様その主力となるのは人力や騎馬による非機械化部隊であった。
陸軍で特に知られているのは「チェールヌィク」("Черник")、「ペトリューラ」("Петлюра")、「ドムィトロー」("Дмитро"、2 輌)、「ボルィスラーヴェツィ」("Бориславець"、2 輌)と名付けられたシーチ銃兵隊の装甲車であった。

### 海軍

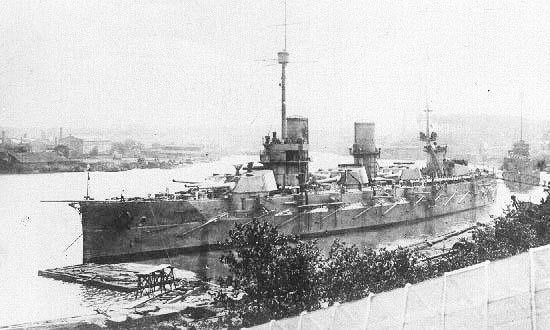
ウクライナ人民共和国黒海艦隊旗艦、戦艦「ヴォーリャ」

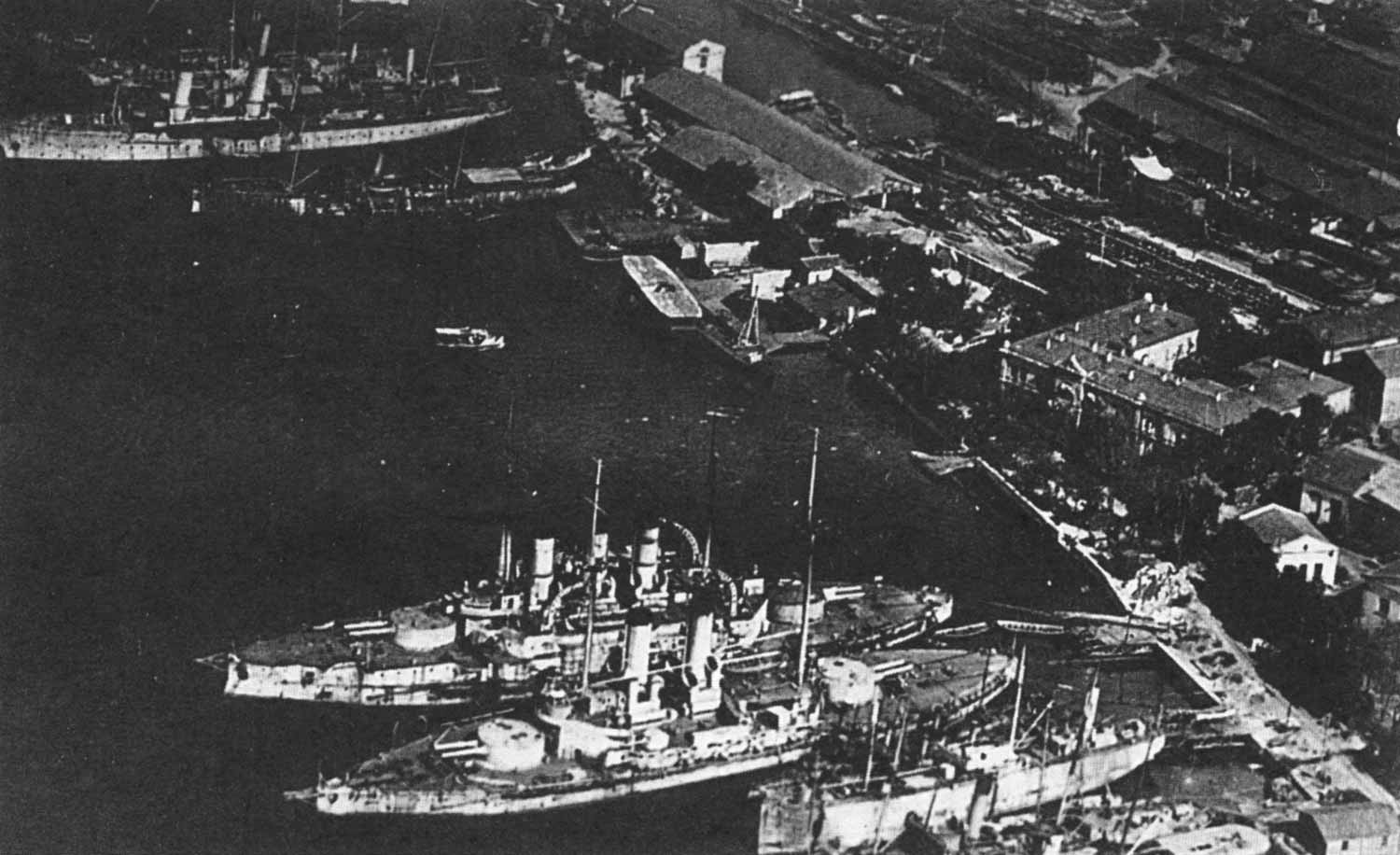
ウクライナ時代のセヴァストーポリの様子。戦艦「トルィー・スヴャトィーテリ」と「ボレーツィ・ザ・スヴォボードゥ」、水上機母艦「アルマーズ」が見える

海軍は、セヴァストーポリに根拠地を置いていた旧ロシア帝国海軍黒海艦隊の艦艇を接収した。また、その艦載機も接収し、運用した。セヴァストーポリは一旦は赤軍によって奪取され、艦艇の半数程度がロシア領内へ連れ去られたが、旧式艦や損傷を受けていた艦艇を中心に多くの艦艇は港内に取り残されていた。これをウクライナ人民共和国軍はドイツ軍との連合によって1918年4月中に取り戻し、艦上には再びウクライナの2色旗が翻った。しかし、その後すぐにドイツ軍のクーデターにより中央ラーダは解散され、艦艇はすべてウクライナ国海軍へ移った。
その後、ディレクトーリヤ軍によってウクライナ国軍は破られたが、セヴァストーポリにあった艦艇の多くはフランスやイギリスを中心とした反革命干渉軍に接収された。これらは白軍の南ロシア軍に引き渡され、ウクライナの手に戻ることはなかった。

### 航空隊
航空隊は、以下のような航空機を保有した。もとはロシア帝国時代の運用機を引き継いでいたためロシア製やフランス製の機材が多かったが、1918年2月にブレスト＝リトフスク条約によってドイツ帝国およびオーストリア＝ハンガリー帝国と同盟してからは、それらの国から機材の提供を受けた。その中には、それなりの新鋭機材も含まれていた。航空隊は、偵察機、弾着観測機、戦闘機、爆撃機といった基本的な機材を一通り揃えていたが、この他に1918年2月以降はドイツ空軍の支援も受けられるようになった。
帝政時代には、アレクサーンドル・コザコーフのようにウクライナ人からも優秀なパイロットが輩出されていたが、ロシア革命によってこうした軍人が排斥されてしまうと、ロシアの赤軍からもウクライナの社会主義国家の軍からも優秀な人材が失われるということになってしまった。そのためもあり、ウクライナ人民共和国の航空隊も華々しい活躍は聞かれない。

## 構成

### 陸軍
- オースチン・プトィーロヴェツィ装甲車
- ルソバルト S 24/40自動車
- デロネ・ベルヴィル自動車
- ヴァルター C2オートバイ
- プラハ Lトラック

など。

### 海軍
- 黒海艦隊の艦艇
- フルィホローヴィチ M-5飛行艇

### 航空隊
- アルバトロス製航空機
- アナトラ DS(アナサリ)偵察機・軽爆撃機
- アナトラ デカン(アナーデ)偵察機・軽爆撃機
- ブランデンブルク C.I偵察機・軽爆撃機
- アンリ・ファルマン HF.30偵察機・軽爆撃機
- ゴータ GL.VII中爆撃機
- ツェッペリン・シュターケン R.XIV重爆撃機
- LVG C.V偵察機・軽爆撃機
- ニューポール 17C.1戦闘機
- ニューポール 21戦闘機
- ニューポール 23戦闘機
- シコールスキイ イッリャー・ムーロメツィ重爆撃機
- シコールスキイ S-16戦闘機
- スパッド SPAD VII c.1戦闘機
- ソッピース 1½偵察機・軽爆撃機
- ヴォワザン LAS偵察機・軽爆撃機

## 主要人物
※メンバーには中央・西アジア（南コーカサス）地域出身者が所属しているが、所属者の殆どはウクライナ地域出身者である
- シモン・ペトリューラ
- オレクサンドル・ウドヴィシェンコ（ウクライナ語版）
- イェヴヘーン・コノヴァーレツィ
- パウロー・スコロパードシクィイ
- コスチャンティーン・プリソーウシクィイ
- ダヌィーロ・テルプィーロ(オタマーン・ゼレーヌィイ)
- ヴォロドィームィル・サールスキィイ（ウクライナ語版、ロシア語版）
- ヴォロディームィル・シンクレア（ウクライナ語版、ロシア語版）
- ヴァシーリ・チュチューンヌィク
- ユルコー・チュチューンヌィク
- ムィハーイロ・オメリヤノーヴィチ＝パウレーンコ（ウクライナ語版）
- アヴェールキイ・ホンチャレーンコ
- ステパーン・シュヘーヴィチ
- ペトロー・ボルボチャーン
- オレクサンドル・スリィヴィンスキィイ（ウクライナ語版）